# 周泽西
周泽西（英語：Stephan；2007年2月16日—），中國模特、演员，出生於加州洛杉矶。2018年，参演由张鹏执导，吴磊、梁家辉、刘嘉玲领衔主演的奇幻动作电影《阿修罗》而进入演艺圈。 2019年，参演电影《新白蛇传》饰演九爷 ，同年，参演电影《七仙女之仙女下凡》饰演托塔李天王。10月，广州时装周，GUCCI 特邀压轴走秀童模。2020年，主演电影《坚强的少年》。

## 演藝經歷
2015年10月30日，录制金鹰卡通的益智玩具类节目《玩名堂》小嘉宾。
2016年因参演由张鹏执导，吴磊、梁家辉、刘嘉玲领衔主演的奇幻动作电影《阿修罗》而进入演艺圈。 8月11日， 同周嘉诚录制 央视综艺《回声嘹亮》演唱 《好汉歌》 和《我爱洗澡》。
2017年1月，湖南卫视录制 2017《全球华侨华人春节大联欢》 ，同妈妈和周嘉诚。5月，受邀杭州国际时装周，品牌发布会嘉宾，压轴走秀超模。
2018年11月， 录制真人秀节目《去野吧孩子》小嘉宾  。
2019年，在《新白蛇传》饰演九爷 ，在《七仙女之仙女下凡》中饰演托塔李天王。 10月，录制《跟着电影去学习》。
2020年，主演电影《坚强的少年》。

## 影视作品

### 電影
| 上映日期 | 電影名稱             | 角色       |
| 2018年   | 《阿修罗》           | 儿时       |
| 2019年   | 《新白蛇传》         | 九爷       |
| 2019年   | 《七仙女之仙女下凡》 | 托塔李天王 |
| 待上映   | 《坚强的少年》       | 主角       |

## 綜藝節目
| 播放日期       | 頻道       | 節目名稱                   | 備註             |
| 2015年10月30日 | 金鹰卡通   | 《玩名堂》                 | 小嘉賓           |
| 2016年8月11日  | 央视综艺台 | 《回声嘹亮》               | 演唱《好汉歌》   |
| 2016年8月12日  | 央视综艺台 | 《回声嘹亮》               | 演唱《我爱洗澡》 |
| 2017年1月30日  | 湖南卫视   | 《全球华侨华人春节大联欢》 | 小嘉宾           |
| 2018年11月9日  | 腾讯视频   | 《去野吧孩子》             | 小嘉宾           |
| 2019年10月25日 | 芒果tv     | 《跟着电影去学习》         | 小嘉宾           |

## 廣告&活动
| 年份   | 品牌               | 備註                              |
| 2014年 | 智轩               | 智能家居广告                      |
| 2015年 | WELLON             | 汽车安全座椅                      |
| 2017年 | 香港杜莎夫人蜡像馆 | 宣传片                            |
| 2017年 | 香港迪士尼乐园     | 宣传片                            |
| 2018年 | 梦洁               | 电视广告                          |
| 2018年 | 亚特兰蒂斯酒店     | 宣传片                            |
| 2019年 | GUCCI              | fashion east runway show 时尚东方 |

## T台走秀
- 2017年5月，杭州国际时装周，品牌发布会特邀嘉宾。
- 2018年9月，上海国际儿童时装周，特邀小嘉宾。开幕演唱以及压轴走秀。并获得童模超模奖。
- 2019年10月，广州时装周，GUCCI 特邀压轴走秀童模。

## 外部連結
周泽西在豆瓣上的简介 （页面存档备份，存于）